# Drosera collinsiae
Drosera collinsiae este o specie de plante carnivore din genul Drosera, familia Droseraceae, ordinul Caryophyllales, descrisă de Brown și Burtt Davy. Conform Catalogue of Life specia Drosera collinsiae nu are subspecii cunoscute.

## Galerie

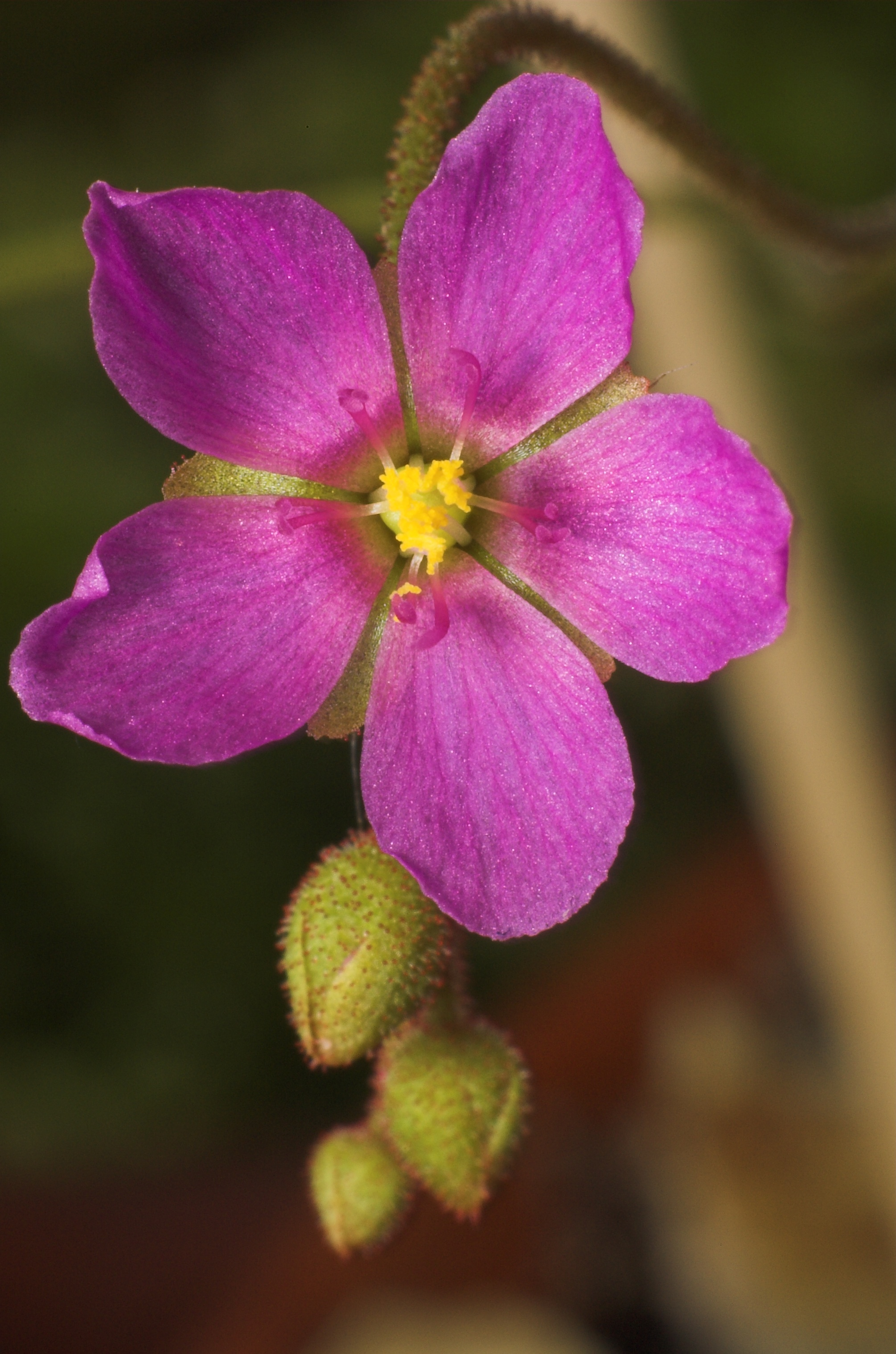